# Власова, Татьяна Александровна
Татьяна Александровна Власова (1905—1986) — советский психолог и дефектолог, доктор психологических наук (1972), профессор (1976), академик АПН СССР (1982).

## Биография
Родилась 18 (31) декабря 1905 года в Буинске (ныне Республики Татарстан), в крестьянской семье.
Трудовую деятельность начала после окончания средней школы в 1922 году учителем и воспитателем в школах и детских домах Буинска и позже — Казани. В 1929 году окончила отделение дефектологии педагогического факультета 2-го Московского университета и была введена в состав комиссии по организации первого в стране научного центра по дефектологии — Экспериментально-дефектологического института Наркомпроса РСФСР (впоследствии стал НИИ дефектологии АПН СССР). Жизнь Власовой была связана с этим институтом, где она заведовала клинико-диагностическим отделением, была заместителем директора и директором.
Была членом КПСС. С 1945 по 1963 годы Татьяна Александровна находилась на ответственной партийной работе в аппарате ЦК КПСС, одновременно продолжая научную работу. С 1963 года Т. А. Власова — снова в НИИ дефектологии АПН СССР как заместитель директора по научной работе, а с 1968 года и до своей смерти — директор Института.
Умерла 16 июня 1986 года в Москве. Похоронена на Новодевичьем кладбище (3 участок, 60 ряд).

## Награды
- орден Октябрьской Революции;
- орден Трудового Красного Знамени;
- орден Дружбы народов;
- орден «Знак Почета»;
- медаль Крупской;
- медаль Макаренко;
- медаль Гогебашвили;
- знак Отличника народного просвещения ряда союзных республик;
- трижды премия Академии педагогических наук СССР;
- Заслуженный деятель науки РСФСР (1980).